# Tecteremaeus anoporosus
Tecteremaeus anoporosus är en kvalsterart som beskrevs av Balogh och Sandór Mahunka 1969. Tecteremaeus anoporosus ingår i släktet Tecteremaeus och familjen Arceremaeidae. Inga underarter finns listade i Catalogue of Life.